# Guatteria rigida
Guatteria rigida é uma espécie de magnólia. Foi descrito pela primeira vez por Robert Elias Fries .  Guatteria rigida pertence ao gênero Guatteria, e família Annonaceae. Não existe esse tipo listado.